# Mindflow
Mindflow ist eine Progressive-Metal-Band aus São Paulo, Brasilien.

## Bandgeschichte
Bereits ihr 2003 veröffentlichtes Album Just the Two of Us… Me and Them wurde zum bestverkauften Album ihres damaligen Plattenlabels Heavencross Records.
Mindflow spielte bereits mit vielen international bekannten Bands live, wie Adagio, Angra, Dr. Sin und Eric Singer.
Speziell ihr drittes Album Destructive Device, welches von Ben Grosse (Slipknot, Marilyn Manson, Disturbed, Breaking Benjamin und Sevendust) produziert wurde, ist in der Szene hoch beachtet und wird auf amerikanischen Progressive Rock Radiostationen häufig gespielt.

## Stilrichtung
Mindlow spielen riffbetonten Progressive Rock mit Einflüssen elektronischer Musik.
Beeinflusst wurde die Band hauptsächlich von Rush, Yes, Dream Theater, Pink Floyd und Megadeth.

## Besonderheiten
Bekannt sind Mindflow für ihre aufwändig gestalteten CD Covers, welche oft auch zusätzliche Medien wie Online-Spiele sowie Rätsel umfassen. So wird das Album Destructive Device in einem eigenen Umschlag ausgeliefert, welcher neben der CD auch einen Brief enthält, der neben einem neuerlichen Rätsel auch die Aufforderung enthält, Teil des „MindFlow Street Teams“ zu werden.
Bis auf das aktuelle Album kann man ältere Alben unter einer Creative Commons (Attribution-Noncommercial-No Derivative Works 3.0 Unported) Lizenz auf der Bandhomepage herunterladen.

## Diskografie

### Alben
- 2004: Just the Two of Us… Me and Them (Heaven Cross Records)
- 2006: Mind Over Body (Mals Records)
- 2008: Destructive Device (Die Hard Records)
- 2010: 365
- 2011: With Bare Hands

### Sonstiges
- 2004: Words of Wisdom (EP, nur in Europa veröffentlicht)
- 2008: Breakthrough (Single, Unlock Your Mind)